# Bella Andre
Bella Andre (nascida em Nova Iorque) é uma autora americana de mais de quarenta romances contemporâneos. Desde 2019, Andre é a autora mais vendida do The Sullivans do New York Times, USA Today e do Wall Street Journal e seus livros venderam mais de oito milhões de cópias. Ela também escreve como Lucy Kevin para as séries Four Weddings and a Fiasco e Married in Malibu.

## Biografia
Bella Andre nasceu em Rochester, Nova Iorque. Quando ela tinha quatro anos, sua família se mudou para o norte da Califórnia. Sua mãe era uma leitora ávida e seu pai autor de livros de não ficção no campo da economia. Ela estudou economia pela Universidade de Stanford.
Depois de se formar em Stanford, Andre leu The Artist's Way, de Julia Cameron. Enquanto praticava o "ritual das páginas matinais" descrito no livro, que incentiva os autores a começar o dia escrevendo três páginas, Andre começou a "ter dois personagens conversando em sua cabeça". O diálogo, de acordo com Andre, continuou incansavelmente até que ela teve que escrever o resto por escrito, levando ao seu primeiro romance concluído, Authors in Ecstasy. No ano seguinte, Andre publicou vários outros livros da Ellora's Cave, uma editora sediada em Akron, Ohio.
Seu quinto romance, Take Me, foi publicado pela Simon & Schuster em 2005 e foi um dos primeiros no gênero a apresentar uma heroína de tamanho grande. Andre publicou mais quatro romances com Simon & Schuster. Mais tarde, no mesmo ano, Andre mudou seu foco para escrever um novo gênero, o suspense romântico. No ano seguinte, ela publicou seu primeiro romance do gênero, Wild Heat, na Random House.
Em 2007, a Publishers Weekly descreveu as histórias de Andre como "empoderadas, envolvidas em romance inebriante".
Em 2010, André publicou dois romances no Hachette Book Group.
Apesar de ser publicado em grandes editoras, Andre estava constantemente descontente com assuntos como o design da capa e a falta geral de experiência do leitor.
Segundo Andre, a insatisfação que teve com as principais editoras, Simon & Schuster, Random House e Hachette, levou-a a experimentar editoras independentes.

### Fenômeno do Kindle
Em março de 2010, depois de receber seus direitos de volta da editora por seu romance Authors in Ecstasy, Andre publicou independentemente o livro através do programa relativamente novo da Amazon, Kindle, como Take Me. Em julho de 2010, Andre foi em frente e publicou Love Me, a sequência de Take Me, que foi publicada pela primeira vez por Simon & Schuster.
Ao publicar o Love Me, Andre passou a utilizar o portal de autores da Amazon, que era uma plataforma relativamente nova para os autores usarem, e ela teve que aprender a formatar um ebook, que era uma novidade na época e não tinha instruções on-line. Além disso, ela aprendeu a usar o Photoshop para criar a capa do livro.
Como parte da publicidade do romance, Andre escreveu e-mails pessoais para todos os leitores que já haviam entrado em contato com ela nos cinco anos anteriores, totalizando centenas de e-mails pessoais.
Os dois livros venderam relativamente bem na Amazon e, incentivado pela resposta do público, Andre publicou a sequência de outro livro publicado anteriormente pela Simon & Schuster, nomeando a sequência de Game for Love.

### Game for Love
O Game for Love, publicado em dezembro de 2010, foi distribuído simultaneamente no Kindle da Amazon, bem como no relativamente novo Nook, da Barnes & Noble, lançado um mês antes. Em cinco semanas, Game for Love apareceu no top 25 das paradas digitais da Barnes & Noble.
Posteriormente, Andre foi destaque no Washington Post. O artigo legitimava autores publicados independentemente, nomeando Andre como pioneira digital e "uma das escritoras digitais mais importantes da América". Dentro da comunidade literária, no entanto, o sucesso de Andre foi mais percebido do que na mídia.
Após a resposta inesperada ao Game For Love, Andre começou a publicar livros que grandes editores haviam rejeitado anteriormente. Como esses livros eram voltados para leitores diferentes, Andre os publicou sob o nom de plume "Lucy Kevin".

### Série Sullivans
O relativo sucesso dos quatro romances subsequentes publicados como Lucy Kevin levou Andre a pensar em se aventurar em um gênero que, segundo sua experiência, os editores tradicionais teriam achado muito arriscado — publicar uma série de oito livros focada inteiramente em uma família. Anteriormente, seu editor, em uma editora tradicional, disse a ela que uma série de romance nunca venderia.
Tendo a liberdade de não ter que aderir às regras da indústria editorial, Andre decidiu escrever uma série que queria ler com personagens que "não são personagens fictícios, que são pessoas reais". Ela também queria que os casais fossem de grandes famílias. Ela se inspirou na série Bridgertons da autora Julia Quinn, que se concentrava em uma família situada na Regência Britânica.
O primeiro livro da série Sullivans foi chamado The Look of Love. Andre completou toda a série de oito livros que ela inicialmente pretendia escrever e depois se ramificou para a família Sullivan, maior e mais extensa. Hoje, a série Sullivans compreende mais de vinte livros.
Em 2013, Andre publicou cinco livros da série The Sullivans simultaneamente nas listas de best-sellers do New York Times e do USA Today.

### Contrato com a Harlequin
Em julho de 2013, após a aparição de cinco títulos de Andre nas listas de best-sellers do The New York Times e do USA Today simultaneamente, Andre foi abordado por vários editores tradicionais de Nova Iorque que se ofereceram para adquirir os direitos da série Sullivans. Devido à sua experiência anterior com editores tradicionais, Andre foi inflexível em manter os direitos para a distribuição digital de seus romances, bem como os direitos para traduções estrangeiras. Ela estava disposta a negociar os termos da publicação impressa apenas em inglês, o que posteriormente levou a negociações com vários editores.
Em setembro de 2013, Andre assinou um contrato com a Harlequin MIRA, concedendo os direitos de publicação de seus oito primeiros romances da série Sullivans. O acordo, que supostamente era de sete dígitos, foi descrito pela Time Magazine. O acordo de 2013 foi o primeiro de seu tipo; conceder direitos de impressão a um editor para liberar brochuras nos EUA, Canadá e Austrália, enquanto o autor retinha direitos digitais e direitos de publicação estrangeiros. Coincidentemente, dez anos antes, Andre foi rejeitada pela Harlequin.

### Publicação adicional
Os livros de Andre foram traduzidos para vários idiomas, incluindo francês, alemão, tailandês, japonês e ucraniano.
Em 2014, Andre assinou um contrato com a Kobo, concedendo a eles direitos exclusivos das traduções em francês para as séries de cinco volumes, Four Weddings and a Funeral, escritas como Lucy Kevin por um período de três meses.
Também em 2014, a Amazon lançou quatro novas séries em seu programa Kindle Worlds, incluindo a série Game for Love de Andre e a série Four Weddings and a Fiasco de Kevin.

## Vida pessoal
Bella Andre e sua família dividiram seu tempo entre o norte da Califórnia, os Adirondacks e Londres.

### Como Bella Andre

#### The Sullivans
- The San Francisco Sullivans
  1. The Look Of Love [2013, ISBN 9780778315568]
  2. From This Moment On [2012, ISBN 9780778315575]
  3. Can't Help Falling In Love [2011, ISBN 0983720290]
  4. I Only Have Eyes For You [2013, ISBN 0778315592]
  5. If You Were Mine [2013, ISBN 0778315606]
  6. Let Me Be The One [2013, ISBN 0778316009]
  7. Come A Little Bit Closer [2014, ISBN 0778316084]
  8. Always On My Mind [2014, ISBN 0778316173]
  9. Kissing Under The Mistletoe [2014, ISBN 0778317013]
- The Seattle Sullivans
  1. One Perfect Night [2014, ASIN: B00AXTM8G2]
  2. The Way You Look Tonight [2014, ISBN 9780778317302]
  3. It Must Be Your Love [2015, ISBN 0778317315]
  4. Just To Be With You [2015, ISBN 1938127552]
  5. I Love How You Love Me [2015, ISBN 1938127560]
  6. All I Ever Need Is You [2015, ISBN 1938127951]
- The New York Sullivans
  1. Every Beat Of My Heart [2016, ISBN 1945253177]
  2. Now That I've Found You [2016, ISBN 1945253002]
  3. Since I Fell For You [2016, ISBN 1945253118]
  4. Sweeter Than Ever [2017, ISBN 1945253231]
  5. The Best Is Yet To Come [2017, ISBN 1945253290]
  6. Can't Take My Eyes Off Of You [2017, ISBN 1945253304]
  7. You Do Something To Me [2017, ISBN 1945253355]
  8. Every Time We Fall In Love [2018, ISBN 1945253746]
- The Maine Sullivans
  1. Falling In Love All Over Again [2018, ISBN 1945253738]
  2. Your Love is Mine [2019, ISBN 1945253886]
  3. There Goes My Heart [2019, ISBN 1945253983]

### Como Lucy Kevin

#### Four Weddings & A Fiasco
1. The Wedding Gift [2012, ASIN: B007BVNF4O]
2. The Wedding Dance [2012, ASIN: B00822WKBA]
3. The Wedding Song [2012, ASIN: B008O4LHA6]
4. The Wedding Dress [2012, ASIN: B009RRNRXO]
5. The Wedding Kiss [2012, ASIN: B00AQOY5RO]

#### Married in Malibu
1. The Beach Wedding [2016, ASIN: B01AZYK56E]
2. The Summer Wedding [2017, ASIN: B01MSJLC0H]
3. The Barefoot Wedding [2018, ASIN: B07FCTJP24]
4. The Moonlight Wedding [2019, ASIN: B07JL8PCBC]

#### The Walker Island Series
1. Be My Love [2015, ISBN 1938127579]
2. No Other Love [2015, ISBN 1938127587]
3. When It's Love [2015, ISBN 1938127617]
4. All For Love [2015, ISBN 1938127625]
5. Forever In Love [2015, ISBN 1938127676]

#### Lucy Kevin Stand-Alones
- Falling Fast [2018, ASIN: B07L7ZJNCP]
- Sparks Fly [2018, ASIN: B07L7ZQPPC]